# دوتور
دوتور (زبان سومری:𒀭𒁍𒁺, dBE-du) الهه‌ای بین‌النهرینی بود که بیشتر در جایگاه مادر دوموزید شناخته شده است.

## نام
نام مادر دوموزید معمولا به صورت dBE-du نوشته می‌شد. علامت میخی BE به دو شکل خوانده می‌شود: sír و dur7. دوتور قرائت معمولا پذیرفته‌شدهٔ نام در مطالعات امروزی است، اگرچه از گونهٔ دورتور نیز استفاده می‌شود.

## شخصیت
تورکیلد یاکوبسن مطرح کرد که دوتور را باید خدایی‌شدهٔ میش (گوسفند مادهٔ بالغ) در نظر گرفت.

## ارتباط با سایر خداییان
دوتور مادر خدای در حال مرگ دوموزید و نیز مادر خواهر او گشتینانا بود. بنا بر طلسم‌های بابلی باستان، ائا پدر دوموزید بود اما برخلاف خویشاوندان مونثش مانند دوتور، هیچ نقشی در متن‌های روایی دربارهٔ او ندارد.